# Hiantopora jucunda
Hiantopora jucunda is een mosdiertjessoort uit de familie van de Hiantoporidae. De wetenschappelijke naam van de soort is voor het eerst geldig gepubliceerd in 1984 door Gordon.